# 稲垣昭三
稲垣 昭三（いながき しょうぞう、1928年2月14日 - 2016年5月13日）は、日本の俳優、声優。本名は同じ。神奈川県出身。

## 人物
早稲田大学卒業。劇団麦の会、文学座、劇団雲を経て、劇団昴に所属していた。
2016年5月13日、がんにより死去。

## 出演

### 映画
- 日本戦歿学生の手記 きけ、わだつみの声（1950年） - 箕田一等兵
- 女体（1964年） - 洸二
- ある女子高校医の記録 失神（1969年） - 大杉圭一
- トラ・トラ・トラ!（1970年） - 板谷茂海軍少佐
- 日本沈没（1973年） - 調査団員A[6]
- 高校大パニック（1978年） - 徳田宗明
- 典子は、今（1981年） - 児童相談所の職員
- あ・うん（1989年）

### テレビドラマ
- テレビコント二題 / 忘れられぬ人「みの虫部隊長」（1953年） - 春田
- コント二題（1953年）
- テレビドラマ / 花のない庭（1953年）
- ミュージカル・ショウ / かくて夢なし（1954年）
- 東芝土曜劇場 / 百足ちがい（1959年）
- テレビ劇場
  - 熱帯魚（1959年）
  - 怒濤の中のうた声（1959年）
  - 耳なし芳一（1960年）
  - あまンじゃく（1961年）
- 東芝日曜劇場
  - 雨（1959年）
  - 栄光の旗（1964年）
- ゴールドステージ / 聖夜の妖精（1959年）
- 民話劇場 / 雪女風土記（1960年）
- こまどりさん（1960年）
- ダイヤル110番
  - 第143話「紅の罠」（1960年）
  - 第225話「警らこと始め」（1962年）
  - 第340話「車に御用心」（1964年）
- サンヨーテレビ劇場 / おとなしい目撃者（1960年）
- スチール・スター劇場 / サマータイム（1960年）
- 戦争 第13話「賽」（1960年）
- おかあさん 第2シリーズ
  - 第41話「完全女性」（1960年）
  - 第128話「目の玉物語」（1962年）
  - 第283話「夜」（1965年）
- 愛の劇場 / ある土曜日（1960年）
- スリラー劇場 夜のプリズム / 猟人が帰ってくる（1960年）
- 女の四季 第30話「初恋の行方」（1960年）
- プリンス劇場 愛のシグナル / 桃色の部屋（1960年）
- この光は消えず（1961年）
- 黒い断層 第30話、第31話「偶数」（1961年）
- 青年 第1部 維新編 渦潮（1961年）
- 決定的瞬間 第20話「お安く片づけます」（1961年）
- 短い短い物語 第1話「生活維持省」（1961年）
- あすをつげる鐘（1961年）
- 指名手配 第111話、第112話「その紙幣を追え」（1961年）
- シャープ火曜劇場 / 伊津子とその母（1961年）
- 文芸劇場 / 帰郷（1962年）
- 人 第2回「でもやっぱり」（1962年）
- 結婚 第5話「ワンサイドゲーム」（1962年）
- お気に召すまま 第3話「天才の秘密」（1962年）
- こども名作座 / 殿さまのちゃわん（1962年）
- 近鉄金曜劇場 / ある老婆の死（1964年）
- ゴールデン劇場 / ここに泉あり（1964年）
- あたしとあなた 第1話「ちっちゃな家庭」（1964年）
- NHK劇場 / なんでもない自叙伝（1965年）
- 快獣ブースカ（1966年 - 1967年） - 夢野夢夫
- 特別機動捜査隊 第294話「失われた道」（1967年）
- ザ・ガードマン 第121話「魔性の女」（1967年）
- 剣
  - 第16話「居合必殺」（1967年）
  - 第38話「喧嘩安兵衛」（1968年）
- 平四郎危機一発 第4話「カーネーションの謎」（1967年）
- とぼけた奴ら 第5話「変装こそ最大の作戦」（1967年）
- 刑事さん 第2シリーズ 第10話「カナリヤが見た!」（1968年）
- 愛妻くんこんばんは 第19話「他人の姿」（1968年）
- テレビ文学館-名作に見る日本人-（1968年）
  - 第3回「赤西蠣太」
  - 第5回「新帰朝者」
  - 第7回「好色」
  - 第25回「牛山ホテル」
  - 第26回「東は東」
- われら弁護士 第23話「彼は殴った」（1968年）
- 怪奇大作戦 第11話「ジャガーの眼は赤い」（1968年） - 模型店店主
- 戦国艶物語 第一部・お市編（1969年 - 1970年） - 木下藤吉郎
- 気になる嫁さん（1971年 - 1972年）
- 天下御免（1971年 - 1972年）
- キイハンター 第222話「東京-札幌　殺しのための56分」（1972年、TBS / 東映）
- 快傑ライオン丸
  - 第5話「地獄から来た死神オボ」（1972年） - 伊平
  - 第50話「ライオン丸を吊るせ!! 怪人ジュウカク」（1973年） - 吾作
- さすらいの狼 第9話「竜が怒る剣の舞」（1972年）
- シークレット部隊 第9話「死刑台の未亡人たち」（1972年）
- 気になる嫁さん 第31話「人の気も知らないで」（1972年） - 桜井
- 旗本退屈男 第7話「母恋地獄」（1973年）
- 太陽にほえろ!
  - 第174話「星の神話」（1975年） - 木原経理課長
  - 第224話「保証人」（1976年） - 江崎
  - 第443話「あなたは一億円欲しくありませんか」（1981年） - 坂上平吉
  - 第468話「殴られたスニーカー」（1981年） - 共和学園高校教師
  - 第544話「屈辱」（1983年） - 川島署刑事
  - 第605話「離婚」（1984年） - 森直道
  - 第624話「張り込み」（1984年） - 白百合荘住人
- 江戸の旋風 第32話「お千代船の女」（1975年）
- 燃える捜査網 第8話「首位打者が消えた!?」（1975年）
- 非情のライセンス 第2シリーズ 第62話「兇悪の超特急」（1975年） - 医師
- 夜明けの刑事 第65話「注文はセーラー服の女子高校生だ!!」（1976年）
- 大河ドラマ
  - 風と雲と虹と（1976年） - 小一条院家人
  - 花神 第46話「京の軍務官」（1977年） - 板倉勝静
  - 獅子の時代（1980年） - 増田克助
  - 山河燃ゆ（1984年） - 池上
  - 八代将軍吉宗（1995年） - 戸田忠昌
    - 第4話「殿様の子」
    - 第6話「親の七光り」
- Gメン'75 第73話「バカ!大人のバカ!!」（1976年） - 平松民夫
- 気まぐれ天使 第1話「忍ぶれど……」（1976年） - 医者
- 俺たちの朝 第13話「裸踊りと染色と口惜涙」（1977年）
- 少年ドラマシリーズ / 未来からの挑戦（1977年） - 関健一
- 怪人二十面相 第21話「どこだ! 二十面相美術館」（1977年）
- 土曜ワイド劇場
  - 江戸川乱歩の美女シリーズ 第1作「江戸川乱歩の吸血鬼・氷柱の美女」（1977年） - 恒川警部補
  - 魚たちと眠れ（1978年）
  - 渥美清の田舎刑事 第3作「まぼろしの特攻隊」（1979年）
  - 三毛猫ホームズシリーズ 第2作「三毛猫ホームズの追跡 女性専科連続殺人の謎」（1980年）
  - 西村京太郎トラベルミステリー 第1作「終着駅殺人事件」（1981年）
  - 松本清張の証言（1984年）
  - 松本清張の高台の家（1985年）
  - 美人キャスター殺人事件 - 裏切り・密告・白い肌の盗み撮り!!（1993年）
- 青春ド真中! 第11話「女ごころが揺れました!!」（1978年）
- せい子宙太郎‐忍宿借夫婦巷談 第20話「人知れず母」（1978年） - 田中（郵便局員）
- 土曜ドラマ / 松本清張シリーズ・天城越え（1978年） - 運転手
- 宴のあと（1978年）
- 特捜最前線
  - 第100話「レイプ・十七歳の記録!」（1979年）
  - 第131話「6000万の美談を狩れ!」（1979年）
  - 第379話「蛍の女・望郷のまつりうた!」（1984年）
- 大空港 第41話「愛よ大空に散れ! 特捜部対ヤクザの斗い パートIII」（1979年）
- 爆走!ドーベルマン刑事 第2話「飛べ! 警察犬アレックス」（1980年）
- 3年B組金八先生 第2シリーズ 第23話「卒業式前の暴力1」、第24話「卒業式前の暴力2」（1981年） - 音羽教諭（荒谷二中）
- ライオン奥様劇場 / 私は後妻よ（1981年）
- 闇を斬れ 第4話「地獄の賄賂貸し」（1981年） - 松前屋
- 大岡越前 第6部 第6話「死を占った女」（1982年） - 伊豆屋与兵衛
- 大江戸捜査網 第535話「おんな唐人拳 望郷の孤児」（1982年） - 源次
- 土曜グランド劇場 / あんちゃん 第1話「父死ス、兄チャン帰レ!」（1982年）
- 年下のひと（1983年）
- 右門捕物帖 第18話「老盗、木枯し源次」（1983年）
- 御宿かわせみ 第2シリーズ 第21話「吉野の女」（1983年）
- 必殺仕事人III 第30話「スギの花粉症に苦しんだのは主水」（1983年） - 狩野丹渓(EDでは狩野丹波と表記)
- ファミリーワイド / 松本清張の蒼い描点（1983年） - 田倉義造の父
- ザ・サスペンス / あるフィルムの背景（1983年）
- 西部警察 PART-III（1983年）
  - 第17話「吠えろ!! 桜島 -鹿児島篇-」- 内閣官房長官
  - 第32話「杜の都・激震!! -宮城・前編-」、第33話「仙台爆破計画 -宮城・後編-」 - 警察幹部（刑事局長）
- 事件記者チャボ! 第8話「チャボがトナカイでやってきた」（1983年） - 河辺長太郎
- 長七郎江戸日記 第1シリーズ SP-3「柳生の陰謀」（1984年） - 織部
- 真田太平記（1985年） - 小助
  - 第2話「天魔の夏」
  - 第7話「危急存亡の時」
  - 第30話「暗雲九度山」
- スタア誕生（1985年）
- 月曜ワイド劇場 / 母になれない女（1985年）
- 誇りの報酬 第1話「命令違反は刑事の勲章」（1985年） - 刑務官
- 金曜女のドラマスペシャル / 松本清張の黒い画集・紐（1985年）
- どうぶつ通り夢ランド 第10話「二人だけで愛の告白?!」（1986年）
- 女ふたり捜査官 第12話「張込み・温泉街の母」（1986年）
- 銭形平次 第4話「結納の行方」（1987年） - 太兵衛
- 松本清張の絢爛たる流離 第3話「離婚した花嫁の殺意」（1987年） - 澄子の父
- アリエスの乙女たち（1987年） - 新谷由香の父親
  - 第9話「愛なき妊娠」
  - 第11話「私の全て捧げます」
- 火曜サスペンス劇場
  - 女検事 霞夕子 第4作「美しき容疑者」（1987年）
  - 妹の愛した男（1988年）
  - 山岳ミステリー 第1作「大雪山殺人事件」（1989年）
- 土曜ドラマスペシャル / 嫉妬のウェディングドレス（1988年） - 池内
- 金曜エンタテイメント
  - 平成の女教祖（1994年）
  - ニュースキャスター・小室苑子
- リング〜最終章〜 第5話「蘇った死者」、第6話「新たなる超能力者」（1999年） - 山村敬一郎

### 舞台
- 白蟻の巣（1960年）
- ヒューマン・ダイナモ 人間発動機 野口英世（2005年）
- 怒りの葡萄
- エデンの東
- くじら島
- 修道女
- 台湾の大地を潤した男・八田與一
- 火計り
- 明暗
- お気に召すまま

### 吹き替え
- キリクと魔女
- 刑事コロンボ ルーサン警部の犯罪（シド・デイリー役）
- ビバ!マリア

### テレビアニメ
1977年
- まんが日本絵巻（藤原忠平、豊臣秀吉）

### ラジオドラマ
- 新釈石川五右衛門 忍者と忍術使い（1964年） - 石川五右衛門